# Urdaneta (Lara)
Urdaneta é um município da Venezuela localizado no estado de Lara.
A capital do município é a cidade de Siquisique.